# جيفر بن الجلندي
جيفر بن الجلندي سيد بني زهران من الأزد في زمن النبي محمد. كان جيفر وأخوه عبد ابني الجلندي سيدا قومهما في عُمان. أسلم هو وأخوه على يدي عمرو بن العاص لما بعثه النبي محمد إلى عُمان لدعوة أهلها إلى الإسلام، ولم يقدما على النبي ولم يرياه.

## سيرته
في ذي القعدة سنة 8 هـ، بعث النبي محمد ﷺ رسوله عمرو بن العاص إلى جيفر وعبد ابني الجلندي سادة الأزد في عُمان يدعوهما إلى الإسلام. حمل عمرو بن العاص إليهما، رسالة كتبها أبي بن كعب، وختمها النبي محمد، نصها:
حين بلغ عمرو عُمان، ابتدأ بلقاء عبد بن الجلندي، لما كان يرى فيه من الحلم. وبدأ في عرض الإسلام عليه، حتى يكون له عونًا على إقناع أخيه جيفر. تردد جيفر في البداية بقبول العرض، غير أنه قبل به في النهاية. وقد أقرهما النبي محمد على ما في أيديهما من المُلك، وقبلا بأن يكون عمرو بن العاص على صدقات قومهما، حيث بقي عمرو عندهما حتى وفاة النبي محمد.

## نسبه
جيفر بن الجلندي بن المستكبر بن الحراز بن عبد العزى بن معولة بن عثمان بْن عمرو بْن غنم بْن غالب بْن عثمان بْن نصر بْن زهران الأزدي العماني.